# Mathilde Androuët

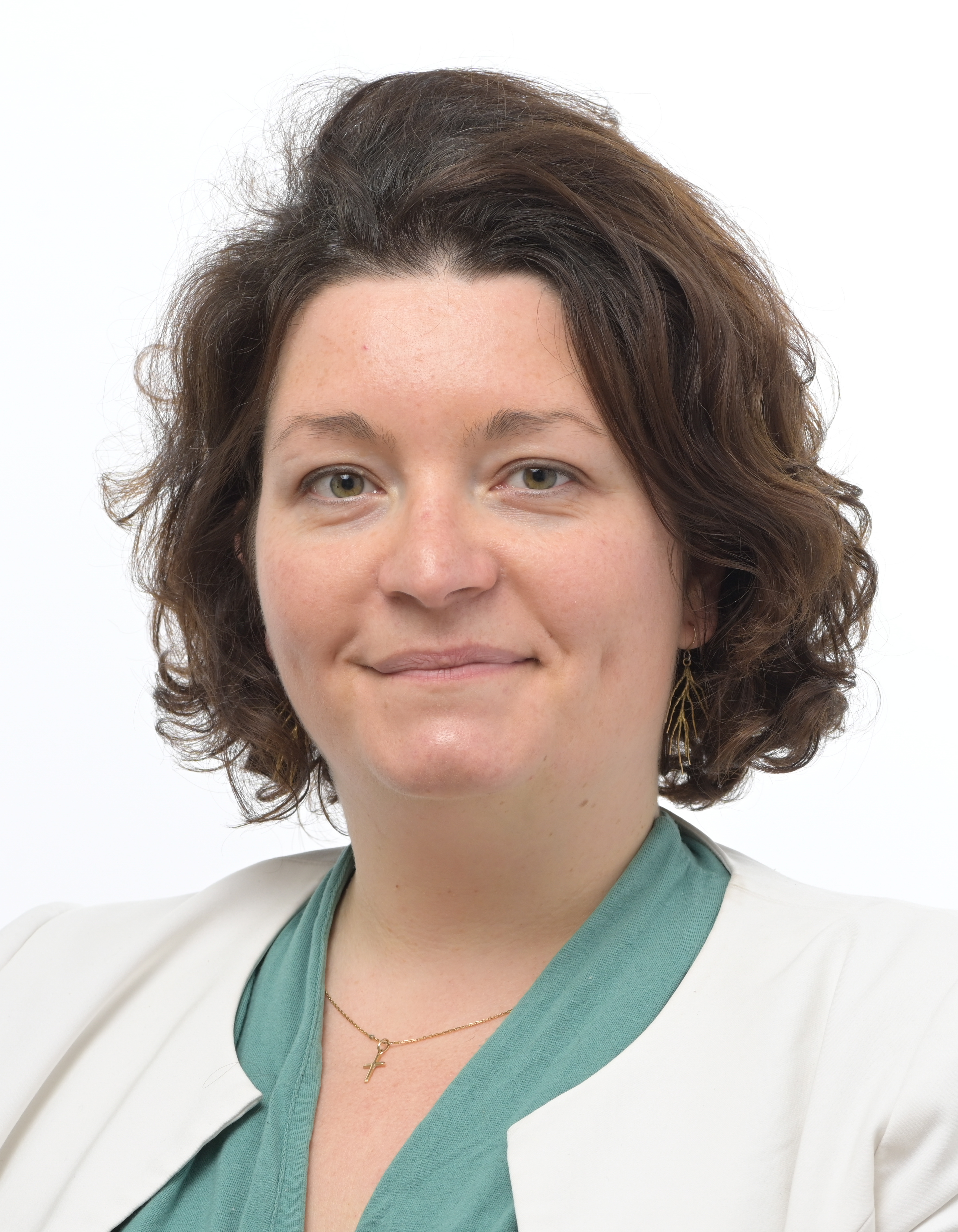
Mathilde Androuët (2024)

Mathilde Androuët (geboren am 3. Juli 1984 in Rueil-Malmaison) ist eine französische Politikerin (RN). Seit der Europawahl 2019 ist sie Mitglied des Europäischen Parlaments als Teil der ID-Fraktion.

## Leben
Androuët studierte nach ihrem Schulabschluss am Institut d’études politiques d’Aix-en-Provence und am Institut d’études politiques de Paris. Im Jahr 2010 absolvierte sie ein Praktikum bei Terra Nova, einer der sozialistischen Partei nahestehenden Denkfabrik.
Seit 2011 ist Androuët Mitglied des Front National (seit 2018 Rassemblement National, RN). Sie war zunächst als parlamentarische Assistentin tätig, seit 2015 ist sie Abgeordnete des Regionsrats der Île-de-France. Seit 2017 hat sie auch Mandat im Rat des Département von Yvelines.
2019 nominierte der RN Androuët für den 22. Listenplatz für die Europawahl 2019. Bei der Wahl verlor der RN leicht an Stimmen (minus 1,5 Prozent), gewann dennoch 23 der 79 französischen Mandate, sodass Androuët direkt einzog. Sie trat gemeinsam mit ihren RN-Parteikolleginnen und -kollegen der rechtsextremen ID-Fraktion bei. Für die Fraktion war Androuët in der 9. Legislaturperiode ausschließlich Mitglied im Ausschuss für regionale Entwicklung. In der 10. Legislaturperiode ist sie Mitglied im Ausschuss für Umweltfragen, öffentliche Gesundheit und Lebensmittelsicherheit und im Ausschuss für die Rechte der Frauen und die Gleichstellung der Geschlechter. Sie ist zudem Mitglied der Delegation im Parlamentarischen Stabilitäts- und Assoziationsausschuss EU-Albanien sowie stellvertretendes Mitglied der Delegation für die Beziehungen zu den Maghreb-Ländern und der Union des Arabischen Maghreb, unter anderem in den Gemischten Parlamentarischen Ausschüssen EU-Marokko, EU-Tunesien und EU-Algerien.